# وز وز خطوط قدرت

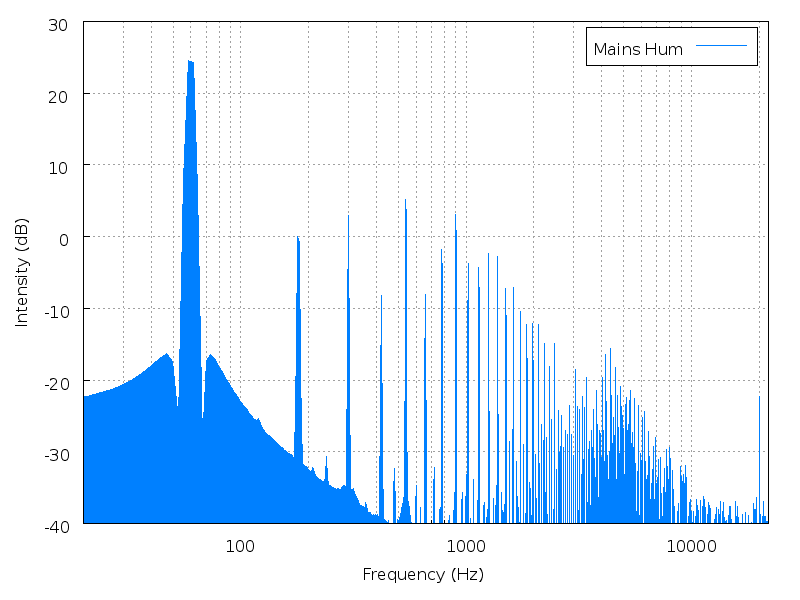
نمایش تصویری اسپکتروم فرکانس وزوز الکتریکی

وز وز الکتریکی یا وز وز خط قدرت (انگلیسی: Mains hum) به صدایی گفته می‌شود که در اثر عبور جریان متناوب با فرکانس برق شهری تولید می‌شود. فرکانس پایه که این صدا را ایجاد می‌کند ۵۰ تا ۶۰ هرتز است. خطوط قدرت ۵۰ تا ۶۰ هرتز این صدا را تولید می‌کنند. هم‌چنین ترانسفورماتورهای توزیع به دلیل ورق برق بودن ترانسفورماتور و شل شدن استحکامات آن و عبور برق متناوب 
از بهم برخورد صفحات مذکور صدا تولید می‌شود.